# Mario Matt
Mario Matt (ur. 9 kwietnia 1979 w Flirsch) – austriacki narciarz alpejski, mistrz olimpijski, wielokrotny medalista mistrzostw świata oraz dwukrotny wicemistrz świata juniorów.

## Kariera
Specjalizuje się w slalomie specjalnym i slalomie gigancie. Po raz pierwszy na arenie międzynarodowej pojawił się 18 sierpnia 1994 roku w Coronet Peak, gdzie w zawodach FIS Race zajął 28. miejsce w gigancie. W 1997 roku wystartował na mistrzostwach świata juniorów w Schladming, gdzie był między innymi trzynasty w gigancie i piętnasty w zjeździe. Na rozgrywanych rok później mistrzostwach świata juniorów w Megève wywalczył srebrny medal w slalomie, przegrywając tylko ze swym rodakiem, Benjaminem Raichem. Srebrny medal przywiózł także z mistrzostw świata juniorów w Pra Loup w 1999 roku, gdzie był drugi w kombinacji. W zawodach Pucharu Świata zadebiutował 21 grudnia 1999 roku w Kranskiej Gorze, gdzie zajął 17. miejsce w slalomie. Tym samym już w swoim debiucie wywalczył pierwsze pucharowe punkty. Blisko miesiąc później, 23 stycznia 2000 roku w Kitzbühel po raz pierwszy stanął na podium zawodów PŚ od razu wygrywając slalom. W kolejnych sezonach jeszcze blisko 30 razy plasował się w pierwszej trójce, odnosząc łącznie 15 zwycięstw. Najlepsze wyniki osiągał w sezonie 2006/2007, kiedy zajął piąte miejsce w klasyfikacji generalnej, a w klasyfikacji slalomu był drugi za Raichem. Ponadto w sezonie 2000/2001 był trzeci w klasyfikacji slalomu.
W 2001 roku wystąpił na mistrzostwach świata w St. Anton, zdobywając złoto w slalomie i srebro w kombinacji, w której lepszy był tylko Norweg Kjetil André Aamodt. Z mistrzostw świata w Sankt Moritz w 2003 roku oraz rozgrywanych dwa lata później mistrzostw świata w Bormio wrócił bez medalu, ani razu nie zajmując miejsca w czołowej dziesiątce. Podczas igrzysk olimpijskich w Turynie w 2006 roku zajął 34. miejsce w slalomie, a rywalizacji w kombinacji nie ukończył. Kolejny medal zdobył na mistrzostwach świata w Åre w 2007 roku, zwyciężając w slalomie i kombinacji drużynowej. W slalomie wyprzedził bezpośrednio Włocha Manfreda Mölgga i Jean-Baptiste'a Grange'a z Francji. W tej samej konkurencji nie dotarł do mety podczas mistrzostw świata w Val d’Isère w 2009 roku, a na mistrzostwach świata w Garmisch-Partenkirchen dwa lata później był czwarty, przegrywając walkę o podium z Mölggiem. Z powodu słabych wyników uzyskiwanych w sezonie 2009/2010 nie pojechał na igrzyska olimpijskie w Vancouver w lutym 2010 roku. Wystąpił za to na rozgrywanych w 2014 roku igrzyskach w Soczi, gdzie zwyciężył w slalomie. Był to jego jedyny start na tej imprezie. Brał także udział w mistrzostwach świata w Schladming w 2013 roku, gdzie w tej samej konkurencji zajął trzecie miejsce. W zawodach tych wyprzedzili go jedynie jego rodak Marcel Hirscher oraz Niemiec Felix Neureuther. Po sezonie 2014/2015 ogłosił zakończenie kariery sportowej.

## Osiągnięcia

### Igrzyska olimpijskie
| Miejsce | Dzień     | Rok  | Miejscowość     | Konkurencja | Czas biegu | Strata | Zwycięzca      |
| ------- | --------- | ---- | --------------- | ----------- | ---------- | ------ | -------------- |
| 34.     | 14 lutego | 2006 | Sestriere       | Kombinacja  | 3:09,35    | +19,43 | Ted Ligety     |
| DNF1    | 25 lutego | 2006 | Sestriere       | Slalom      | 1:43,14    | —      | Benjamin Raich |
| 1.      | 22 lutego | 2014 | Krasnaja Polana | Slalom      | 1:41,84    | —      | —              |

### Mistrzostwa świata
| Miejsce | Dzień     | Rok  | Miejscowość | Konkurencja     | Czas biegu | Strata | Zwycięzca            |
| ------- | --------- | ---- | ----------- | --------------- | ---------- | ------ | -------------------- |
| 2.      | 5 lutego  | 2001 | St. Anton   | Kombinacja      | 2:58,25    | +0,72  | Kjetil André Aamodt  |
| 1.      | 10 lutego | 2001 | St. Anton   | Slalom          | 1:39,66    | -      | -                    |
| DNF1    | 16 lutego | 2003 | St. Moritz  | Slalom          | 1:40,66    | -      | Ivica Kostelić       |
| 11.     | 3 lutego  | 2005 | Bormio      | Kombinacja      | 3:19,10    | +4,05  | Benjamin Raich       |
| DNF1.   | 12 lutego | 2005 | Bormio      | Slalom          | 1:41,34    | -      | Benjamin Raich       |
| 11.     | 8 lutego  | 2007 | Åre         | Superkombinacja | 2:28,99    | +1,35  | Daniel Albrecht      |
| 1.      | 17 lutego | 2007 | Åre         | Slalom          | 1:57,33    | -      | -                    |
| DNF1.   | 15 lutego | 2009 | Val d’Isère | Slalom          | 1:44,17    | -      | Manfred Pranger      |
| 4.      | 20 lutego | 2011 | Ga-Pa       | Slalom          | 1:41,72    | +0,82  | Jean-Baptiste Grange |
| 3.      | 17 lutego | 2013 | Schladming  | Slalom          | 1:51,03    | +0,65  | Marcel Hirscher      |

### Mistrzostwa świata juniorów
| Miejsce | Dzień     | Rok  | Miejscowość | Konkurencja | Czas biegu | Strata    | Zwycięzca             |
| ------- | --------- | ---- | ----------- | ----------- | ---------- | --------- | --------------------- |
| 15.     | 28 lutego | 1997 | Schladming  | Zjazd       | 1:32,21    | +1,57     | Matteo Berbenni       |
| 13.     | 28 lutego | 1997 | Schladming  | Gigant      | 2:00,57    | +4,62     | Benjamin Raich        |
| DSQ1    | 1 marca   | 1997 | Schladming  | Slalom      | 1:34,80    | -         | Mitja Dragšič         |
| 2.      | 1 marca   | 1998 | Megève      | Slalom      | 1:23,06    | +1,83     | Benjamin Raich        |
| 7.      | 10 marca  | 1999 | Pra Loup    | Zjazd       | 1:08,50    | +0,48     | Klaus Kröll           |
| 7.      | 11 marca  | 1999 | Pra Loup    | Supergigant | 1:11,87    | +0,76     | Manfred Gstatter      |
| 5.      | 13 marca  | 1999 | Pra Loup    | Gigant      | 1:48,10    | +0,59     | Christoph Alster      |
| 4.      | 14 marca  | 1999 | Pra Loup    | Slalom      | 1:34,96    | +0,66     | Massimiliano Blardone |
| 2.      | 14 marca  | 1999 | Pra Loup    | Kombinacja  | 10,55 pkt  | +6,94 pkt | Kurt Engl             |

### Puchar Świata

#### Miejsca w klasyfikacji generalnej
- sezon 1999/2000: 23.
- sezon 2000/2001: 17.
- sezon 2001/2002: 29.
- sezon 2002/2003: 91.
- sezon 2003/2004: 23.
- sezon 2004/2005: 29.
- sezon 2005/2006: 36.
- sezon 2006/2007: 5.
- sezon 2007/2008: 10.
- sezon 2008/2009: 29.
- sezon 2009/2010: 85.
- sezon 2010/2011: 20.
- sezon 2011/2012: 28.
- sezon 2012/2013: 21.
- sezon 2013/2014: 27.
- sezon 2014/2015: 96.

#### Zwycięstwa w zawodach
1. Kitzbühel – 23 stycznia 2000 (slalom)
2. Schladming – 9 marca 2000 (slalom)
3. Madonna di Campiglio – 19 grudnia 2000 (slalom)
4. Aspen – 26 listopada 2001 (slalom)
5. Lenzerheide – 13 marca 2005 (slalom)
6. Wengen – 14 stycznia 2007 (superkombinacja)
7. Garmisch-Partenkirchen – 25 lutego 2007 (slalom)
8. Kranjska Gora – 4 marca 2007 (slalom)
9. Adelboden – 6 stycznia 2008 (slalom)
10. Schladming – 22 stycznia 2008 (slalom)
11. Zagrzeb – 17 lutego 2008 (slalom)
12. Åre – 14 marca 2009 (slalom)
13. Bansko – 27 lutego 2011 (slalom)
14. Kranjska Gora – 6 marca 2011 (slalom)
15. Val d’Isère – 15 grudnia 2013 (slalom)

#### Pozostałe miejsca na podium w zawodach
1. Adelboden – 20 lutego 2000 (slalom) – 3. miejsce
2. Yongpyong – 27 lutego 2000 (slalom) – 3. miejsce
3. Park City – 19 listopada 2000 (slalom) – 2. miejsce
4. Wengen – 14 stycznia 2001 (slalom) – 3. miejsce
5. Åre – 11 marca 2001 (slalom) – 2. miejsce
6. Aspen – 25 listopada 2001 (slalom) – 3. miejsce
7. Kranjska Gora – 22 grudnia 2001 (slalom) – 2. miejsce
8. St. Anton – 15 lutego 2004 (slalom) – 3. miejsce
9. Kranjska Gora – 29 lutego 2004 (slalom) – 3. miejsce
10. Kitzbühel – 23 stycznia 2005 (slalom) – 2. miejsce
11. Adelboden – 7 stycznia 2007 (slalom) – 3. miejsce
12. Kitzbühel – 27 stycznia 2007 (slalom) – 2. miejsce
13. Kitzbühel – 28 stycznia 2007 (slalom) – 2. miejsce
14. Schladming – 30 stycznia 2007 (slalom) – 3. miejsce
15. Lenzerheide – 18 marca 2007 (slalom) – 2. miejsce
16. Beaver Creek – 2 grudnia 2007 (gigant) – 2. miejsce
17. Kitzbühel – 20 stycznia 2008 (slalom) – 3. miejsce
18. Levi – 16 listopada 2008 (slalom) – 3. miejsce
19. Lenzerheide – 19 marca 2011 (slalom) – 2. miejsce
20. Kitzbühel – 22 stycznia 2012 (slalom) – 2. miejsce
21. Schladming – 24 stycznia 2012 (slalom) – 3. miejsce
22. Schladming – 18 marca 2012 (slalom) – 3. miejsce
23. Zagrzeb – 6 stycznia 2013 (slalom) – 3. miejsce
24. Adelboden – 13 stycznia 2013 (slalom) – 2. miejsce
25. Kranjska Gora – 10 marca 2013 (slalom) – 3. miejsce
26. Levi – 17 listopada 2013 (slalom) – 2. miejsce
27. Lenzerheide – 16 marca 2014 (slalom) – 3. miejsce

- W sumie (15 zwycięstw, 12 drugich i 15 trzecich miejsc)

## Odznaczenia
- Złota Odznaka Honorowa za Zasługi dla Republiki Austrii – 2001[1][2]